# IllumiRoom
IllumiRoom is een techniek van Microsoft uit 2013 waarmee met behulp van een projector en een bewegingssensor een computerspel voorzien kan worden van een uitgebreidere weergave rond de televisie.

## Werking
De techniek die men gebruikt is via een projector en de bewegingssensor Kinect.
De ruimte waar de speler zich in bevindt wordt gemeten met de Kinect. De projector weerspiegelt vervolgens de beelden rond de televisie, waardoor er naast en rond het televisiescherm een groter deel van de spelwereld zichtbaar is achter op de muur. 
De projector toont dus een groter deel van de spelomgeving die niet geheel op televisie kan weergeven worden. Deze projectie kan zowel zeer realistisch worden weergegeven maar ook onscherp, zodat het voor minder afleiding zorgt. Ook andere beelden kunnen worden weergegeven. Zo is het mogelijk om in een sterrenstelsel te staan of kunnen er sneeuwvlokken in de kamer neerdwarrelen die dan door de Kinect op objecten kunnen blijven liggen en zich daar opstapelen. 
De demo van Microsoft toont vooral lichteffecten die rondom het televisiescherm op de muur geprojecteerd worden.

## Doelstelling
Het is de bedoeling om de speler meer in het spel te betrekken en een realistischer beeld te geven. Zo verruimt Illumiroom het blikveld en kan het relevante informatie weergeven die niet zichtbaar is op het televisie-scherm. De illusie rond het televisie-scherm kan zowel rechtstreeks als onrechtstreeks de game bijstaan. Met rechtstreeks wordt dan bedoeld dat bijvoorbeeld de omgeving wordt getoond die kan helpen tijdens de game. Met onrechtstreeks bedoelt men dan dat er bijvoorbeeld explosies, rook, lichteffecten enz. rond het scherm komen die enkel voor speciale effecten zorgen.
Microsoft heeft laten weten dat dit nog een prototype is en men het concept nog zal moeten bijschaven voor het effectieve gebruik. Wel zegt men dat de techniek bedoeld is voor de nieuwe gameconsoles. Dat wil zeggen dat ze deze techniek zullen gebruiken om de Xbox 360 op te volgen.
Microsoft heeft dus op 21 mei 2013 bekendgemaakt dat IllumiRoom, ofwel Xbox720, de opvolger van Xbox 360 zal worden en dat deze toepassing in de toekomst op de markt zal worden gebracht.

## Doelgroep
De meeste testen werden genomen tijdens het gamen, maar de IllumiRoom kan ook worden toegepast voor de filmwereld. Zo kan het gevoel dat men midden in de film zit nog extra vergroot worden. Namelijk als iemand naar een sportwedstrijd kijkt, ziet hij op het scherm het veld en de spelers, maar rond zich het stadium en de supporters, zodat het lijkt of hij er middenin zit.